# 葛琛
葛琛（1914年—1978年11月23日），男，直隶（今河北）安新人，中华人民共和国政治人物，曾任中华人民共和国交通部副部长、顾问。